# История Доминиканской Республики
До прибытия европейцев остров Гаити, на котором находится Доминиканская Республика, пережил несколько волн переселения индейцев с материка. Христофор Колумб высадился на острове 5 декабря 1492 года, в первое же своё плавание. До 1795 года остров был испанской колонией, а позже перешёл Франции, которая к тому времени уже почти сто лет владела западной частью острова (ныне Республика Гаити). В ходе Гаитянской революции весь остров был включён в состав Гаитянской республики. 
В 1821 году, после длительного периода неопределённости, восток острова снова был оккупирован Гаити, а в 1844 году была провозглашена независимая Доминиканская Республика. С 1861 по 1865 год по инициативе президента Педро Сантаны Доминиканская Республика входила в состав Испании, но затем снова получила независимость. 
С 1916 года по 1924 год страна была оккупирована США. Существенная часть доминиканской истории XX века занята диктаторским правлением Рафаэля Трухильо, погибшего в 1961 году. В 1966 году страна пережила гражданскую войну, после которой наступил продолжающийся по настоящее время период демократического гражданского правления.

## Доколумбова Эспаньола
Остров Гаити (Эспаньола) был заселён, как и другие карибские острова, индейцами-араваками, переселившимися с материка. Первые жители острова приплыли из дельты реки Ориноко. Около 600 года на остров пришла волна индейцев таино, подчинивших местное население. Они не умели обрабатывать металл и были разделены на рода, управляемые касиками. Последняя волна аравакских мигрантов, карибы, начала переселение на острова Малой Антильской гряды около 1100 года, и к моменту прибытия испанцев карибы регулярно нападали на поселения таино на востоке острова.

## Колониальное правление

### Колониальная Эспаньола
Впервые на острове высадилась 5 декабря 1492 года первая экспедиция Христофора Колумба, давшая ему название «Эспаньола». Таино, во главе с кациком Гуаканагариксом, приветствовали испанцев, приняв их за сверхъестественных существ. Колумб заключил союз с Гуаканагариксом, а после крушения 25 декабря 1492 года Санта-Марии решил построить на острове форт и оставить там небольшой гарнизон, для подтверждения притязаний Испании на остров. Форт Ла-Навидад (названный в честь Рождества, так как был основан в день праздника), на территории современного Гаити, просуществовал меньше года, так как гарнизон вступил в конфликт с местным населением, и кацик Каонабо, противник Гуаканагарикса, разрушил форт и перебил весь оставшийся к тому времени гарнизон. В 1493 году на остров снова прибыл Колумб, который обнаружил сожжённый форт и выяснил, что его гарнизон нападал на индейцев. Он решил не возобновлять уничтоженное поселение, а основать новое, Ла-Исабела, в честь королевы Изабеллы, на востоке острова, на территории современной Доминиканской Республики. Оно стало первой испанской колонией в Америке. В 1496 году брат Колумба, Бартоломео Колумб, основал на южном берегу острова город Санто-Доминго-де-Гусман.

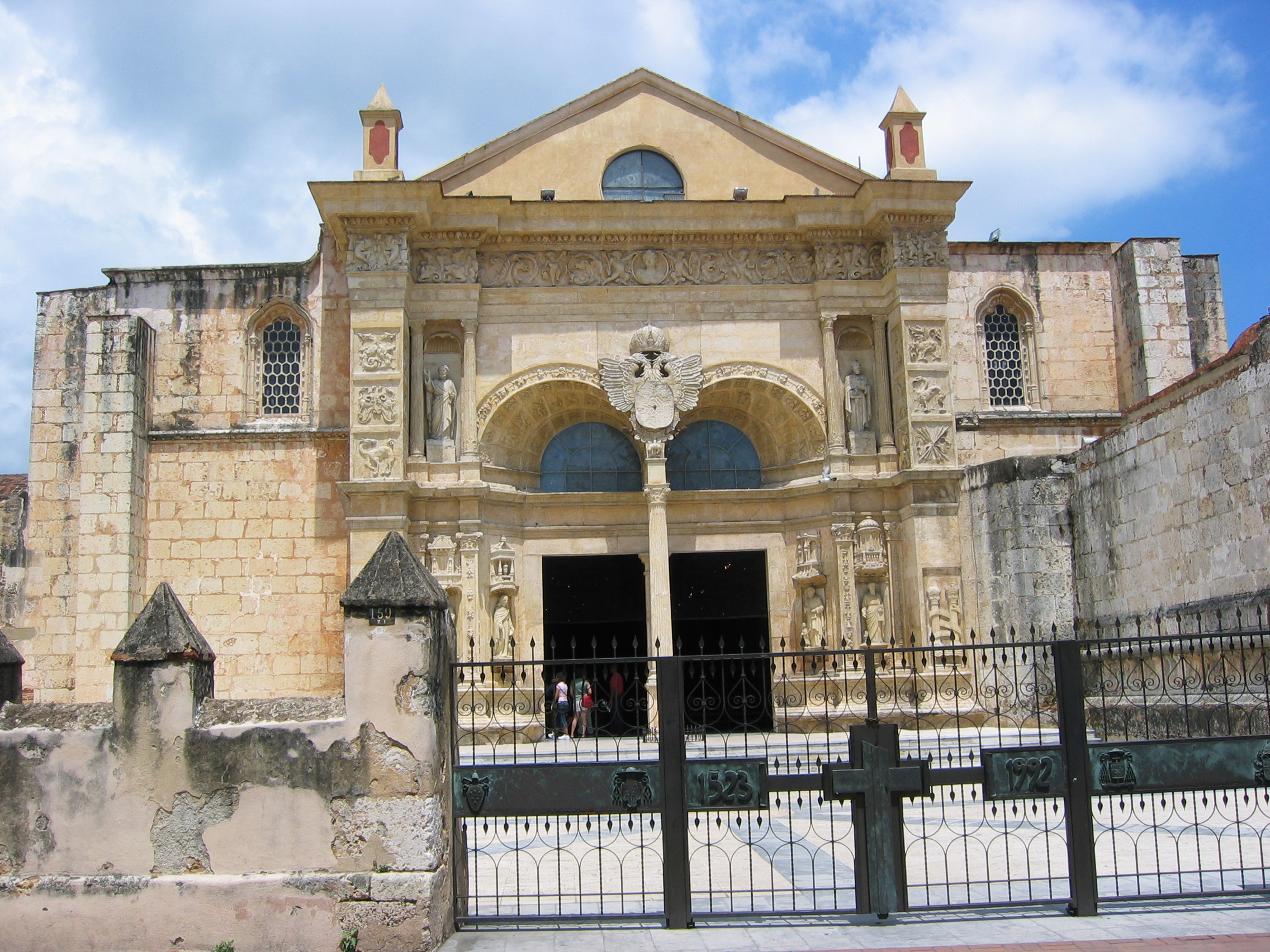
Кафедральный собор Санто-Доминго (1514—1540)

Первым губернатором Эспаньолы был сам Христофор Колумб, затем в 1499 году его сменил Франсиско де Бобадилья. В 1502 году губернатором стал Николас де Овандо, поставивший целью полную колонизацию острова. В ходе колонизации индейское население острова было обращено в рабство и отправлено на принудительные работы на золотые промыслы. К 1535 году их количество сократилось с 400 тысяч до примерно 60 тысяч.
Известно, что в 1519 году касик Энрикильо поднял восстание против испанцев, уйдя вместе со своими сторонниками в горы. Восстание продолжалось до 1533 года и закончилось перемирием, по которому таино получили право на обладание собственностью и на личную свободу, а Энрикильо и его сторонникам было разрешено построить собственный город.
В 1501 году испанские монархи Фердинанд и Изабелла разрешили ввоз в Америку рабов с западного побережья Африки. На Эспаньоле работорговля началась в 1503 году. Ввоз чёрных рабов оказал огромное влияние на дальнейшую историю и культуру острова. 84 % населения Доминиканской Республики являются их потомками. В 1516 году на Эспаньоле был открыт первый в Америке сахарный завод, и довольно быстро основной сельскохозяйственной культурой острова стал сахарный тростник. В свою очередь, расширение сахарных плантаций вызвало необходимость в дальнейшем увеличении импорта рабов. Владельцы плантаций сформировали белую элиту острова. Белые колонисты победнее, не имевшие рабов, занимались охотой.
Первое крупное восстание рабов, мусульман народа волоф, произошло на острове в 1522 году. Восставшие разгромили плантацию Диего Колона, сына Христофора Колумба, и многим удалось уйти в горы, где они сформировали независимые сообщества. К 1530 годам уход в горы беглых рабов, где они организовывали сообщества так называемых симарронов (исп. cimarrón, беглец), стал настолько серьёзной проблемой, что передвижение по острову стало опасным, и испанцы вне плантаций могли передвигаться лишь под защитой вооружённых отрядов.
Одновременно в 1530-е годы существенно увеличилось английское, французское и голландское присутствие в Карибском море. Пираты постоянно угрожали берегам острова, так что в 1541 году Испания начала строительство стены вокруг Санто-Доминго, а также разрешило плавание торговым кораблям лишь в составе конвоев.
В 1561 году Гавана, более удобно расположенная, была назначена обязательным пунктом остановки всех испанских торговых судов. Так как Испания обладала в этот момент монополией на торговлю в Карибском море, это означало существенное ухудшение экономического положения Эспаньолы и существенный удар по её сахарной промышленности. К тому же в 1564 году землетрясение разрушило два крупнейших города внутренней части острова — Сантьяго-де-лос-Трейнта-Кабальерос и Консепсьон-де-ла-Вега. Упадку Эспаньолы способствовали также завоевания Испании на американском континенте. Многие жители острова переселились в Мексику и Перу, приток эмигрантов на остров уменьшился. За исключением Санто-Доминго, все порты острова не имели доходов от легальной торговли и зависели исключительно от контрабанды. В 1586 году английский пират Френсис Дрейк захватил Санто-Доминго и удерживал его, пока не получил значительный выкуп от испанских властей.

### Раздел острова и XVIII век

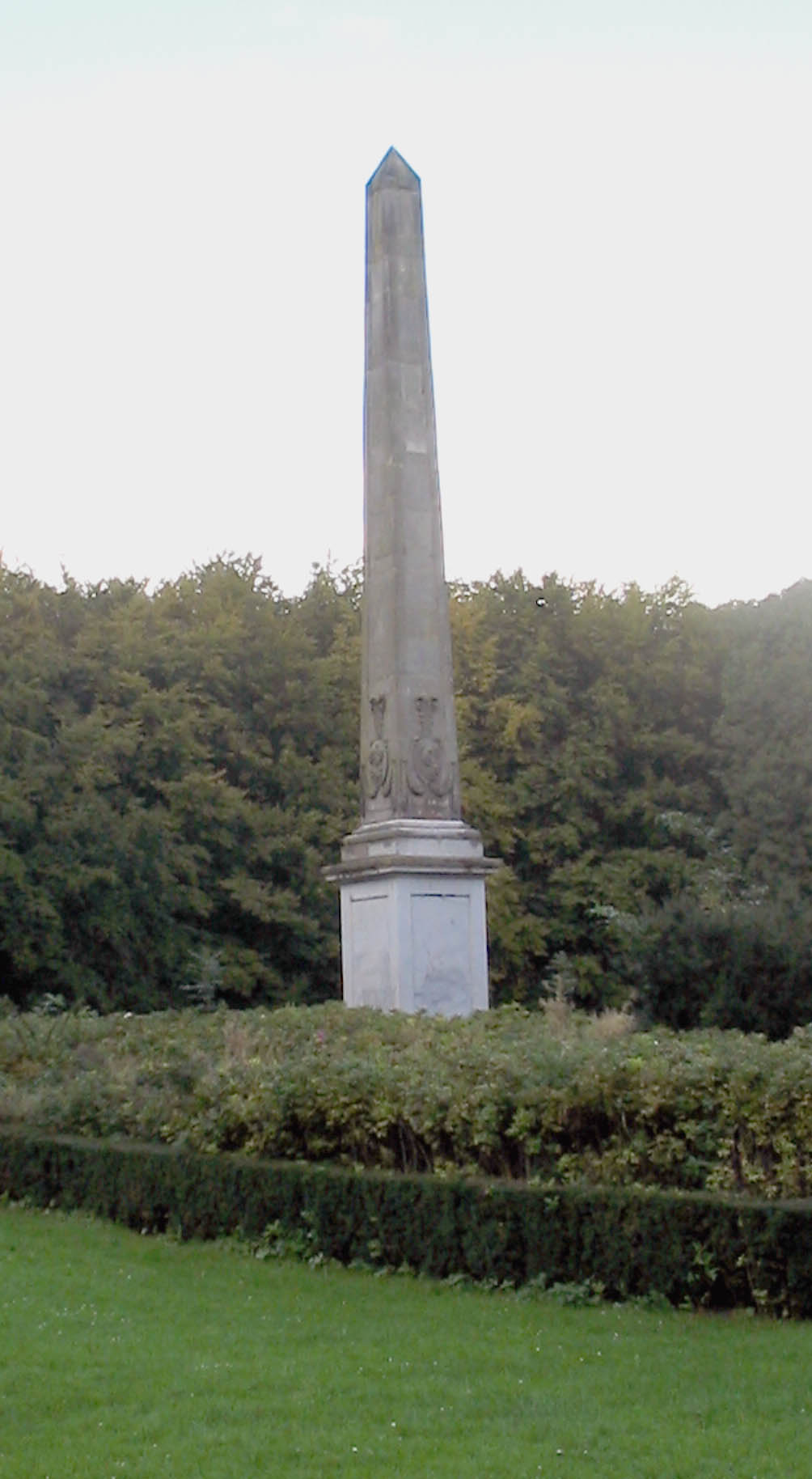
Стела в честь Рейсвикского договора, Рейсвейк, Нидерланды

В 1605 году Испания, недовольная тем, что порты острова ведут контрабандную торговлю с европейскими державами и нарушают испанскую монополию, предприняла принудительное переселение (исп. devastaciones) жителей северной и западной частей острова ближе к Санто-Доминго, что привело к гибели существенной части этого населения от голода и болезней. Опустошением побережья воспользовались английские и французские каперы, обосновавшиеся с 1629 года на острове Тортуга. В 1655 году кромвелевская Англия отправила флот под командованием Уильяма Пенна с целью захвата Санто-Доминго. Флот, однако, встретил сопротивление, и, вместо завоевания Эспаньолы, захватил Ямайку.
Хотя Испания дважды опустошала Тортугу, с 1640 года последняя контролировалась непосредственно Францией, которая назначала туда губернатора. Французская колония с Тортуги постепенно расширилась на западное побережье Эспаньолы, и в 1697 году Испания по условиям Рейсвикского договора передала западную часть острова Франции (Сен-Доменг, ныне Гаити). Восточная часть острова, которую ныне занимает Доминиканская Республика, осталась за Испанией.
С 1700 года в Испании правила династия Бурбонов, которая начала проводить экономические реформы. В частности, были существенно ослаблены ограничения на торговлю испанских колоний в Америке с Испанией и между собой. Последние конвои были отправлены в Испанию в 1737 году; после этого торговая монополия была отменена. Вследствие реформ оживилась торговля в Санто-Доминго. На восточную часть острова переселялись эмигранты с Канарских островов. Они селились на севере острова и занимались выращиванием табака. Возобновился импорт рабов. К 1790 году население Санто-Доминго выросло, по оценкам, до 125 тысяч — в двадцать раз за пятьдесят лет. Половину населения составляли рабы. Тем не менее восточная Эспаньола оставалась малоразвитой и заброшенной колонией, особенно по сравнению с процветавшей западной частью острова. Последняя также служила основным рынком сбыта для производившихся на востоке острова говядины, табака и древесины.

## Французская оккупация
В 1791 году началась Гаитянская революция, охватившая западную часть острова. Многие богатые семьи бежали, но большинство населения восточной части осталось на острове, несмотря даже на то, что они потеряли основной рынок сбыта для своих товаров. Испания попыталась, воспользовавшись восстанием, захватить всю западную часть острова или, по крайней мере, увеличить свою территорию. Однако испанские войска были разбиты силами Туссен-Лувертюра, и в 1795 году по Базельскому миру Испания уступила Франции свою часть острова. В 1797 году Туссен-Лувертюр установил контроль над островом, а в 1801 году прибыл в Санто-Доминго, объявив от имени Французской Республики об отмене рабства. Наполеоновской армии удалось на несколько месяцев захватить остров, но в октябре 1802 года началось восстание, окончившееся в ноябре 1803 года изгнанием французских войск. 1 января 1804 года в западной части острова была провозглашена независимая Республика Гаити. В восточной же его части оставался французский гарнизон, было восстановлено рабство, и испанские колониальные плантаторы стали возвращаться. В 1805 году генерал-губернатор (глава государства) Гаити Жан-Жак Дессалин объявил себя императором, после чего вторгся со своими войсками в восточную часть острова, дошёл до Санто-Доминго, однако потерпел поражение от французской морской эскадры. При отступлении гаитяне разграбили города Сантьяго-де-лос-Трейнта-Кабальерос и Мока, вырезав большую часть их населения. Эти события на годы вперёд предопределили глубокую вражду между жителями Гаити и Доминиканской Республики.
Франция удерживала восточную часть острова Гаити до 1808 года, когда 7 ноября в сражении при Пало Инкадо французские войска потерпели поражение от восставшего испанского населения. 9 июля 1809 года после осады восставшие взяли Санто-Доминго, чем положили конец французской оккупации острова и формально вернули его под юрисдикцию испанской короны. Испания не проявила интереса к возвращению бывшей колонии, и восточная часть острова Гаити в течение некоторого времени не имела центральной власти. Юго-востоком острова управляли семьи крупных плантаторов, на остальной части царило беззаконие. 30 ноября 1821 года Хосе Нуньес де Касерес-и-Альбор объявил о независимости колонии от Испании и провозгласил независимое государство Испанского Гаити (исп. Haiti Español). Он выразил желание присоединить новосозданное государство к Великой Колумбии. Однако этому плану не было суждено осуществиться, так как через девять недель Испанское Гаити было оккупировано гаитянскими войсками.

## Гаитянская оккупация
Гаитянская оккупация продолжалась 22 года и представляла собой период военного правления. Во время оккупации её проводилось изъятие земель в крупных масштабах, прошли неудачные попытки возделывания и экспорта злаковых культур, введена военная служба, ограничено употребление испанского языка и велась борьба с некоторыми местными традициями, как, например, петушиные бои. Период гаитянской оккупации углубил различия между доминиканцами и их западными соседями. Однако гаитянское правление имело и некоторые позитивные последствия, так как в этот же период в восточной части острова Гаити было окончательно отменено рабство.
Конституция Гаити запрещала белым владеть землёй, и большая часть плантаторов лишились своей собственности. Многие из них эмигрировали на Кубу, Пуэрто-Рико или в Великую Колумбию, их земли часто отходили гаитянским чиновникам. Гаитяне ассоциировали Римско-католическую церковь с французскими колонизаторами, поэтому они конфисковали всю церковную собственность, изгнали из страны священников-иностранцев, а связи оставшихся с Ватиканом были затруднены. Университет Санто-Доминго, старейший в Западном полушарии, вынужден был закрыться, так как не хватало ни студентов, ни профессоров.
В 1825 году Франция признала независимость Гаити, обусловив это выплатой компенсации за конфискованную собственность французских граждан в размере 150 миллионов франков (позже сумма была снижена до 60 миллионов франков). В результате в восточной части острова были существенно повышены налоги. Средства на содержание гаитянской армии выделялись в недостаточном объёме, поэтому армия захватывала запасы продовольствия у крестьян. Освобождённые рабы отказывались выращивать злаки, как то предписывал кодекс, принятый президентом Гаити Жаном-Пьером Буайе. Более того, в сельской местности власть гаитян была недостаточной для того, чтобы вообще установить какой-либо порядок. Негативные последствия оккупации острее всего ощущались в Санто-Доминго, и именно там началось движение за независимость.

## От независимости до начала XX века

### Независимость от Гаити

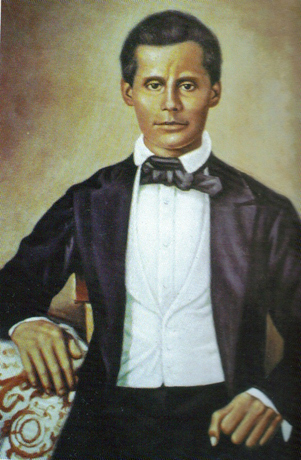
Ф. Санчес дель Росарио

В 1838 году Хуан Пабло Дуарте, Рамон Матиас Мелья и Франсиско дель Росарио Санчес основали тайное общество, которое они назвали исп. La Trinitaria. Целью общества было получение восточной частью острова независимости от Гаити. В 1843 году они поддержали движение на Гаити, ставившее своей целью свержение Буайе. Новый президент Гаити, Шарль Эрар, видя опасность, которую тринитарии представляли для Гаити, посадил в тюрьму и выслал из страны ведущих членов общества. В то же время Буэнавентура Баэс, торговец древесиной и депутат Национального собрания Гаити, вёл переговоры об установлении французского протектората. Пытаясь его опередить, тринитарии подняли восстание и 27 февраля 1844 года провозгласили независимость от Гаити. Их поддержал Педро Сантана, плантатор, командовавший армией пеонов, работавших в его поместьях.
Первая конституция Доминиканской Республики была принята 6 ноября 1844 года. Она провозглашала президентскую форму правления и была в целом либеральной. Однако Педро Сантана настоял на принятии статьи 210, дававшей президенту права диктатора до окончания войны за независимость. Так как Сантана и стал президентом Доминиканской республики, то он использовал постоянную угрозу гаитянского вторжения (гаитянские войска действительно с 1844 по 1856 год регулярно вторгались в восточную часть острова) для того, чтобы привести в действие эту статью конституции и расправляться со своими политическими оппонентами, главным из которых был Дуарте. Хотя все вторжения были успешно отражены, статья 210 всё время действовала, и Сантана был фактически диктатором Доминиканской Республики. Угроза вторжения Гаити воспринималась настолько серьёзно, что различным колониальным империям, включая Великобританию, Францию, США и Испанию, делались предложения аннексировать Доминиканскую Республику.
На востоке острова не было хороших дорог, поэтому связь между различными регионами Доминиканской Республики была затруднена, и регионы развивались в изоляции друг от друга. На юге основной отраслью экономики было животноводство и производство древесины. Здесь сохранялись полуфеодальные отношения, хозяйственной и общественной единицей была асьенда, и большинство населения жило за чертой бедности. В долине Сибао, наиболее плодородной области на востоке острова, крестьяне выращивали злаки, а также табак, который шёл на экспорт. Для выращивания табака требовалось меньше земли, чем для животноводства, поэтому тут доминировали мелкие крестьянские хозяйства. Они существенно зависели от торговли, так как их продукция доставлялась в ближайшие порты.
Сантана, плантатор и выходец с юга, существенно обогатился за счёт крестьян долины Сибао, так как он выпустил большое количество не обеспеченных ничем денег и смог купить их урожай существенно ниже его реальной стоимости. Это вызвало недовольство, и в 1848 году он вынужден был уйти в отставку. Его преемником стал вице-президент Мануэль Хименес. Однако в 1849 году произошло очередное вторжение гаитянских войск, Сантана возглавил армию, и после отражения нападения ввёл войска в Санто-Доминго и сместил Хименеса. По его настоянию, Конгресс выбрал президентом Бонавентуру Баэса. Баэс, однако, отказался исполнять роль марионетки Сантаны, как на то рассчитывал последний. В 1853 году Сантана был избран президентом во второй раз, отправив Баэса в изгнание. В 1856 году, отразив последнее гаитянское вторжение, он заключил договор с американской компанией, сдав ей в аренду часть полуострова Самана. Эта крайне непопулярная мера вынудила его снова уйти в отставку, после чего Баэс вернулся в страну и взял власть в свои руки. Страна находилась в тяжёлой финансовой ситуации, и Баэс велел напечатать 18 миллионов необеспеченных песо, купил на них урожай табака 1857 года и продал его за границу с большой выгодой для себя и своего ближайшего окружения. Крестьяне Сибао были разорены и подняли восстание, перешедшее в гражданскую войну. Восставшие обратились к Сантане с просьбой возглавить их. Через несколько лет война закончилась победой партии Сантаны, который захватил Санто-Доминго и принял президентские полномочия.

### Испанская аннексия
Педро Сантана унаследовал страну на грани экономического коллапса. После неудачи переговоров с США и Францией об аннексии страны, Сантана начал переговоры с королевой Испании Изабеллой II о возвращении острову статуса испанской колонии. Пока в США шла гражданская война, и доктрина Монро фактически не действовала, премьер-министр Испании Леопольдо О’Доннелл выступал за новою колониальную политику. В частности, следствием этой политики была война в Марокко, завершившаяся завоеванием Тетуана. В марте 1861 года Доминиканская Республика официально была включена в состав Испании.
Это не встретило понимания большинства населения, и 16 августа 1863 года началась Война за восстановление независимости. Восставшие установили временное правительство в Сантьяго. Испанские войска взяли город, но восставшие бежали в горы к плохо демаркированной гаитянской границе. Президент Гаити Фабр Жеффрар обеспечил восставших оружием и даже дал им в подкрепление подразделение президентской гвардии Гаити (фр. Tirailleurs). Сантана сначала занял должность капитан-генерала новой испанской провинции, однако вскоре стало ясно, что испанские власти считают нежелательным оставлять его у власти, и в 1862 году он ушёл в отставку. Временное правительство, образованное восставшими, приговорило Сантану к смерти, и он умер при невыясненных обстоятельствах в 1864 году (основной версией его смерти стало самоубийство). Испанские власти предприняли ряд мер, включая ограничения на торговлю, начали дискриминацию мулатов. Распространились слухи о скором восстановлении рабства. Новый архиепископ начал кампанию против внебрачных связей, которые были распространены в Доминиканской Республике. Всё это способствовало крайне низкой популярности испанских властей. Испанская армия несла большие потери от жёлтой лихорадки и была неспособна к боевым действиям вне городов. В конце концов местные власти сочли ситуацию безнадёжной и посоветовали королеве Изабелле прекратить испанскую оккупацию острова.
В этот момент, однако, повстанцы были дезорганизованы и не могли представить согласованные требования. Первый президент временного правительства, Пепильо Сальседо (союзник Баэса) был в сентябре 1864 года свергнут генералом Гаспаром Поланко, который, в свою очередь, через три месяца был смещён генералом Антонио Пиментелем. В феврале 1865 года повстанцы провели национальное собрание, которое выработало новую конституцию, однако правительство не обладало достаточной властью в регионах, где действовали независимые от него и друг от друга партизанские командиры (каудильо). В марте 1865 года, когда гражданская война в США уже закончилась, а Испания так и не смогла успешно провести переговоры с временным правительством, королева Изабелла просто аннулировала более ранний указ об аннексии, тем самым де-факто восстановив независимость Доминиканской Республики. Последние испанские войска покинули страну в июле того же года.

### Вторая республика
После вывода испанских войск Доминиканская Республика находилась в ужасном состоянии. Многие города были разрушены, а страна была поделена на сферы влияния нескольких десятков каудильо. Хосе Мария Кабрал контролировал большую часть провинции Барахона и юго-запад страны, при поддержке экспортёров махагони. Скотопромышленник Сезарео Гильермо вступил в коалицию с бывшими генералами Сантаны и контролировал юго-восток страны. Грегорио Луперон действовал на севере страны. Между моментом, когда были выведены испанские войска, и 1879 годом, правительство менялось 21 раз, и произошли по меньшей мере 50 военных мятежей.
Во время этих конфликтов возникли две партии. Партидо Рохо (Partido Rojo, буквально «красная партия») представляла интересы латифундистов юга и торговцев махагони, а также ремесленников и рабочих Санто-Доминго. Эту партию возглавлял Баэс, который искал возможность аннексировать Доминиканскую Республику одной из крупных зарубежных стран. Партидо Асул (Partido Azul, буквально «синяя партия»), которую возглавлял Луперон, была националистической и либеральной и представляла интересы табакопромышленников и торговцев провинций Сибао и Пуэрта-Плата. Во время войн слабая, коррумпированная и малочисленная национальная армия не могла соперничать с часто превосходящими её по численности ополчениями, организованными и возглавляемыми местными каудильо, которые сами себя назначали губернаторами провинций. Эти местные ополчения обычно состояли из бедных крестьян и безземельных сельскохозяйственных рабочих, и в мирные времена часто переходили к бандитизму.
В течение месяца после восстановления независимости войска Кабрала первыми вошли в Санто-Доминго и сместили Пиментеля. Ещё через несколько недель Гильермо поднял мятеж, в результате которого Кабрал ушёл в отставку, а президентом республики стал Баэс, занявший свой пост в октябре. Следующей весной силы, лояльные Луперону, свергли Баэса, но затем начали сражаться между собой, и в 1867 году в результате военного переворота на пост президента вернулся Кабрал. Он включил нескольких членов «синей» партии в состав кабинета, в результате чего «красные» вышли из него, вернув к власти Баэса. В 1869 году Баэс договорился с США об аннексии Доминиканской Республики. При поддержке государственного секретаря Уильяма Генри Сьюарда, заинтересованного в открытии военно-морской базы в Самане, договор был составлен и представлен на утверждение Конгрессу США. В 1871 году, однако, договор не был утверждён Сенатом.
В 1874 году губернатор Пуэрто-Платы, представитель Партидо Рохо Игнасио Мария Гонсалес Сантин, устроил военный мятеж, но через два года был смещён представителями противоположной партии. В феврале 1876 года президентом при поддержке Луперона был назначен Улисес Эспайят, но через десять месяцев войска, лояльные Баэсу, привели к власти последнего. Через год Гонсалес вернулся к власти в результате нового восстания, в сентябре 1878 года его сместил Гильермо, а того в декабре 1879 года — Луперон. В этот момент экономическое положение страны улучшилось за счёт увеличения экспорта табака в Германию, и Луперон, управлявший из своего родного города Пуэрто-Плата, смог ввести в действию новую конституцию. Она устанавливала двухлетний президентский срок и прямые выборы. Кроме того, Луперон смог уничтожить полуофициальную систему взяток и начать строительство первой железной дороги в стране — от города Ла-Вега до порта Санчес в заливе Самана.
В 1868 году на Кубе началась Десятилетняя война, и плантаторы в поисках новых, более безопасных территорий для выращивания тростника, обратились к Доминиканской Республике. Многие поселились на равнине на юго-востоке страны и, при поддержке Луперона, построили первые в стране заводы для производства сахара. Затем там же начали селиться итальянцы, немцы, пуэрториканцы и американцы. позже сформировавшие ядро доминиканской буржуазии. Перебои в производстве, связанные с Десятилетней войной, Франко-прусской войной и гражданской войной в США способствовали тому, что Доминиканская Республика превратилась в крупнейшего экспортёра сахара. За следующие 20 лет сахар стал крупнейшей экспортной культурой, обойдя табак. Для нужд экспортёров 1897 году были построены около 500 километров частных железных дорог. В 1884 году снижение цен на сахар привело к стабилизации зарплат, и рабочую силу на плантации пришлось ввозить с Наветренных островов (в первую очередь Виргинские острова, Сен-Киттс и Невис, Ангилья и Антигуа). Эти англоязычные чёрные мигранты подвергались дискриминации, но большинство из них впоследствии остались в стране, найдя работу на строительстве железных дорог и в доках.

### Улисес Эро и влияние США
Затем последовала серия переворотов, в 1882 году генерал Улисес Эро провозгласил себя президентом. В июле 1899 года он был убит Рамоном Касересом, впоследствии ставшим президентом.
Тем временем страна всё больше попадала в экономическую зависимость от великих держав, и в первую очередь от США. В феврале 1905 года Соединённые Штаты Америки взяли под контроль финансы и таможню Доминиканской Республики.

### Американская оккупация
В республике происходили государственные перевороты. 19 июля 1911 года президент Рамон Касерес был убит. В апреле 1916 года вспыхнуло восстание, на подавление которого США послали свой контингент. 5 мая 1916 года войска США оккупировали Доминиканскую Республику. Наряду со многими другими военными акциями в Латинской Америке вторжение в Доминиканскую Республику было проявлением политики большой дубинки. В Первой мировой войне же изначально соблюдала нейтралитет, но позже разорвала дипломатические отношения при американской оккупации с Германской империей.
В июле 1924 года американские войска покинули Доминиканскую Республику, но тем не менее США продолжали сохранять экономический контроль над ней.

## Правление Рафаэля Трухильо (1930-1961 гг.)
В 1930 году президентом страны стал Рафаэль Трухильо, который правил вплоть до своей гибели в 1961 году. Его правительство проводило репрессии по отношению к оппозиции, проводилась дискриминация гаитянских иммигрантов. Во время Второй мировой войны Доминиканская Республика объявила войну Германии, Италии и Японии, но её вооружённые силы не участвовали в боевых действиях против войск «оси». Во время правления Рафаэля Трухильо Доминиканская Республика была одной из немногих стран, что на Эвианской конференции (1938) высказались в защиту евреев, и единственным из 32 государств, которое изъявило готовность принять большое количество беженцев, а именно до ста тысяч еврейских беженцев. Однако, как считается, условия военного времени воспрепятствовали прибытию в страну значительного числа иммигрантов. Всё же, за годы Второй мировой войны численность еврейской общины в стране возросла с сорока до тысячи человек, большая часть которых после войны переселилась в другие страны. По оценочным данным, в 2000 г. в Доминиканской Республике жили около двухсот евреев (большинство — в столице, городе Санто-Доминго). Около 30 семей живут в Сосуа, где они во время войны с помощью Джойнта основали молочные фермы, овощные хозяйства и создали банановые плантации.
После 1955 года режим Трухильо стал испытывать значительные трудности. Начался экономический кризис. В этих условиях в 1956 году произошло вооружённое восстание против Трухильо, которое было подавлено с помощью правительственных войск. В июне 1959 года с Кубы высадилась группа эмигрантов, планировавшая свержение Трухильо, но эта попытка поднять восстание была пресечена. В 1960 году Трухильо оказался замешан в покушении на венесуэльского президента Ромуло Бетанкура. ОАГ ввела против Доминиканской Республики эмбарго на поставки нефти и грузовых автомобилей. В условиях нарастающего политического и экономического кризиса 30 мая 1961 года Трухильо был убит. Президентом страны стал Хоакин Балагер.

## Доминиканская республика после 1962 года

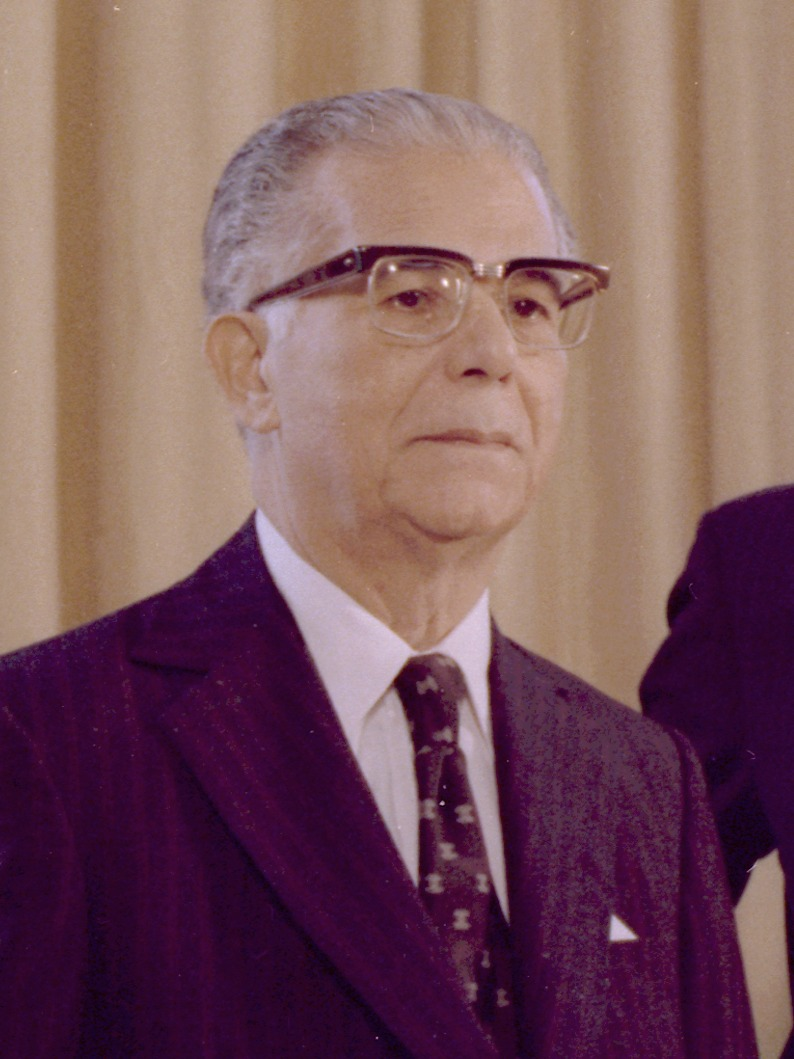
Хоакин Балагер в 1977 г.

В январе 1962 года Балагер был свергнут и бежал в США. В декабре 1962 года в результате проведённых выборов президентом стал Хуан Бош. Придя к власти, он начал осуществление коренных реформ, подготовку национальных кадров и планировал провести аграрную реформу. 25 сентября 1963 года Бош был свергнут в результате очередного военного переворота, организаторы которого заклеймили его как коммуниста. С сентября 1963 по апрель 1965 года страной управлял т. н. гражданский триумвират. 24 апреля 1965 года в стране произошло военное восстание во главе с полковником Франсиско Кааманьо, организаторы которого потребовали восстановления конституции 1963 года и возвращения к власти свергнутого Хуана Боша, за что и названы «конституционалистами». 25 апреля восставшие заняли Санто-Доминго и свергли «гражданский триумвират». Временным президентом страны был назначен Франсиско Кааманьо. На стороне свергнутого триумвирата выступила часть армии, новая хунта во главе с генералом Элиасом Вессина-и-Вессина двинула на столицу танки и авиацию.
25 апреля президент США Линдон Джонсон отдал приказ группе кораблей идти к берегам Доминиканской Республики. 28 апреля началась интервенция американских войск в Доминиканскую Республику. На следующий день интервенты захватили прибрежные районы столицы и всё побережье страны. 30 апреля было заключено перемирие. В результате американского вмешательства гражданская война в стране была прекращена. Президент США Линдон Джонсон аргументировал вмешательство желанием предотвратить взятие под контроль движения «конституционалистов» коммунистическими элементами.
В июне 1965 года были проведены президентские выборы, победу на которых одержал Хоакин Балагер. В сентябре войска США покинули Доминиканскую республику.
В 1970 году из эмиграции вернулся Хуан Бош и создал партию левой ориентации, ПРД. В 1970 и 1974 годах Балагер переизбирался на президентский пост. Выборы 1978 года выиграл Антонио Гусман Фернандес от ПРД, во время его правления внешняя задолженность резко возросла из-за роста цен на импортируемую нефть и снижения цен на товары доминиканского экспорта — кофе, сахар и сырьё. Гусман решительно боролся с коррупцией, но покончил жизнь самоубийством, когда открылось, что его дочь и зять, будучи на административных постах, брали взятки.
В 1982 году президентом стал также кандидат от ПРД Сальвадор Хорхе Бланко, который обещал ликвидировать коррупцию и провести аграрную реформу, однако столкнулся с крупными финансовыми трудностями, вынужден был обратиться за финансовой помощью к МВФ, по его рекомендации сократил объёмы государственного субсидирования продуктов питания и товаров первой необходимости, что вызвало резкий рост цен и социальной напряжённости и крупные беспорядки в 1984 году.
В 1986 и 1990 годах на выборах снова побеждал Хоакин Балагер. Он взялся за проведение широких общественных работ, но его политика привела к ухудшению ситуации в экономике и росту внешней задолженности.
В 1995 году в предвыборную борьбу вступил кандидат от Партии освобождения (PLD) Фернандес Рейна и выдвинул очередную программу борьбы с коррупцией, нищетой и безработицей. В 1996 году он победил с результатом в 51,2 %. В 2000 году победу на президентских выборах одержал Мехия, кандидат Революционной партии (PRD). За него проголосовали 49,8 % избирателей.
В 2004 году Леонель Фернандес вновь был избран президентом с 57 % голосов.
Доминиканская Республика имеет дипломатические отношения с Российской Федерацией (с СССР дипломатические отношения были установлены 8 марта 1945 года). В марте 1991 года была достигнута договорённость об обмене послами, по совместительству. Между 2006 и 2010 годами число российских туристов, посетивших Доминиканскую Республику, увеличилось в пять раз и в 2010 составило около 80 000 человек.